# Кравцов, Михаил Ефремович
Кравцов Михаил Ефремович (род. 24 августа 1931, Псковская область) — советский шахтёр, бригадир бурильщиков шахты «Северная» рудоуправления имени С. М. Кирова (Кривой Рог). Лауреат Государственной премии УССР в области науки и техники (1970).

## Биография
Родился 24 августа 1931 года на территории нынешней Псковской области.
В 1949—1951 годах работал в колхозе.
В 1954—1963 годах — бурильщик, с 1963 года — бригадир бурильщиков шахты «Северная» рудоуправления имени С. М. Кирова (Кривой Рог), возглавляемая бригада признавалась лучшей в отрасли. В 1971 году окончил Криворожский техникум рудничной автоматики.
Почётный горняк, новатор производства, инициатор скоростного бурения, испытатель новой горной техники.

## Награды
- Государственная премия УССР в области науки и техники (21 декабря 1970) — за коренное усовершенствование методов подземной разработки мощных рудных месторождений[2];
- Орден Трудового Красного Знамени.